# Fast Times (canción)
«Fast Times» —en español: «Tiempos Veloces»— es una canción grabada por la cantante estadounidense Sabrina Carpenter de su quinto álbum de estudio Emails I Can't Send (2022), incluido como décimo tema del álbum. La canción fue escrita por Carpenter, Julia Michaels, JP Saxe y su productor John Ryan. La canción fue lanzada por Island Records como el segundo sencillo del álbum el 18 de febrero de 2022.

## Antecedentes y lanzamiento
La canción fue escrita por Carpenter, Julia Michaels, JP Saxe y John Ryan en Nueva York en el verano de 2021. La primera etapa de la composición de la canción fue probar una botella de tequila y tocar la percusión con lápices. La cantante dice: «No nos tomamos demasiado en serio al hacerlo, lo que realmente refleja la energía de la canción».
El 1 de enero, Carpenter comparte un fragmento del estribillo de la canción, música nueva tentadora. En The Tonight Show Starring Jimmy Fallon, Carpenter reveló el nombre de la canción. El 3 de febrero, Carpenter finalmente revela la portada del sencillo y la fecha de lanzamiento. La canción fue lanzada el 18 de febrero, junto con su video musical.

## Composición
Musicalmente, «Fast Times» es una canción pop uptempo de dos minutos y cincuenta y cinco segundos con elementos de chamber pop y disco. En términos de notación musical, «Fast Times» se compuso utilizando 4
4 tiempo común en tonalidad de do♯ menor, con los versos compuestos en re mayor, con un tempo moderadamente rápido de 133 pulsaciones por minuto. La canción sigue la progresión de acordes de Em-Em6-Em7-Em6 en los versos y C♯m-B6-Amaj7-B6/A en el estribillo. El rango vocal de Carpenter se extiende desde la nota baja G3 hasta la nota alta de A4, lo que le da a la canción una octava y una nota de rango. En cuanto a la producción, la canción presenta «violines post-disco» y un «solo de guitarra eléctrica funky» en el puente.

## Video musical
El video musical oficial fue lanzado junto con la canción y fue dirigido por Amber Park. El video musical de acción está inspirado en Los ángeles de Charlie y Kill Bill.

## Créditos y personal
Grabación y gestión
- Grabado en Jungle City Studios (Nueva York)
- Mezclado en MixStar Studios (Virginia Beach, Virginia)
- Masterizado en Sterling Sound (Edgewater, Nueva Jersey)
- Sabalicious Songs (BMI), Music of Big Family/Don Wyan Music (BMI), administrado por Hipgnosis Songs Group, Good Deal Publishing (BMI), administrado por Songs of Universal, Inc., Music By Work of Art (BMI)/ Modern Arts Songs (BMI)/Songs of Starker Saxe (BMI)/Starkersaxesongs (SOCAN), administrado por Sony/ATV Songs LLC (BMI)

Personal
- Sabrina Carpenter – voz principal, composición de canciones, coros
- John Ryan – composición, producción, grabación, bajo, guitarra, batería, percusión, teclados, coros
- Julia Michaels – composición de canciones
- JP Saxe – composición
- Peter Lee Johnson - cuerdas
- Serban Ghenea – mezcla
- Bryce Bordone – asistente de ingeniero de mezcla
- Chris Gehringer – masterización

Créditos adaptados de las notas del forro de Emails I Can't Send.

## Historial de lanzamientos
| Región | Fecha                 | Formato          | Discográfica   |
| ------ | --------------------- | ---------------- | -------------- |
| Varios | 18 de febrero de 2022 | Descarga digital | Island Records |